# 圣地亚哥-迪里巴-乌尔
圣地亚哥-迪里巴-乌尔是葡萄牙阿威罗区的一个堂区。总面积5.15平方公里，总人口4127人，人口密度801.4人/平方公里。